# مسابقات قهرمانی دوچرخه‌سواری جاده اروپا

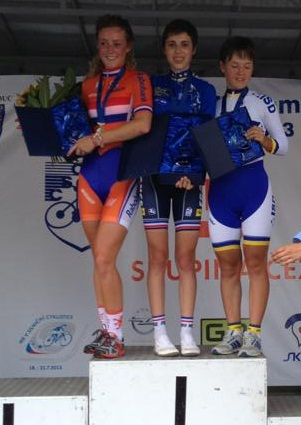
سکوی مسابقات تایم تریل دوچرخه سواری قهرمانی جاده‌های اروپا در بخش بانوان رده سنی نوجوانان سال ۲۰۱۳.

مسابقات قهرمانی دوچرخه‌سواری جاده اروپا (انگلیسی: European Road Championships) سری مسابقات دوچرخه‌سواری جاده در قاره اروپا است.
این مسابقات در دو بخش مردان و زنان و در رده‌های سنی بزرگسال، زیر ۲۳ سال و جوانان برگزار می‌شود.

## مسابقات
| سال  | کشور      | شهر                 | شهر                       | رده                         |
| سال  | کشور      | جاده                | تایم تریل                 | رده                         |
| ---- | --------- | ------------------- | ------------------------- | --------------------------- |
| ۱۹۹۵ | جمهوری چک | تروتنو              | —                         | زیر ۲۳ سال                  |
| ۱۹۹۶ | بریتانیا  | جزیره من            | —                         | زیر ۲۳ سال                  |
| ۱۹۹۷ | اتریش     | فیلاخ               | فیلاخ                     | زیر ۲۳ سال                  |
| ۱۹۹۸ | سوئد      | اوپسالا             | اوپسالا                   | زیر ۲۳ سال                  |
| ۱۹۹۹ | پرتغال    | لیسبون              | لیسبون                    | زیر ۲۳ سال                  |
| ۲۰۰۰ | لهستان    | کیلتس               | کیلتس                     | زیر ۲۳ سال                  |
| ۲۰۰۱ | فرانسه    | اپرمون              | اپرمون                    | زیر ۲۳ سال                  |
| ۲۰۰۲ | ایتالیا   | برگامو              | گراسوبیو                  | زیر ۲۳ سال                  |
| ۲۰۰۳ | یونان     | آتن                 | وولیاگمنی                 | زیر ۲۳ سال                  |
| ۲۰۰۴ | استونی    | اوتپا               | اوتپا                     | زیر ۲۳ سال                  |
| ۲۰۰۵ | روسیه     | مسکو                | مسکو                      | زیر ۲۳ سال، جوانان          |
| ۲۰۰۶ | هلند      | فالکن‌بورخ ان‌ده خئول | هیرلن فالکن‌بورخ ان‌ده خئول | زیر ۲۳ سال، جوانان          |
| ۲۰۰۷ | بلغارستان | صوفیه               | صوفیه                     | زیر ۲۳ سال، جوانان          |
| ۲۰۰۸ | ایتالیا   | وربنیا              | آرونا استرسا              | زیر ۲۳ سال، جوانان          |
| ۲۰۰۹ | بلژیک     | اوگلود              | اوگلود                    | زیر ۲۳ سال، جوانان          |
| ۲۰۱۰ | ترکیه     | آنکارا              | آنکارا                    | زیر ۲۳ سال، جوانان          |
| ۲۰۱۱ | ایتالیا   | اوفیدا              | اوفیدا                    | زیر ۲۳ سال، جوانان          |
| ۲۰۱۲ | هلند      | خوس                 | خوس                       | زیر ۲۳ سال، جوانان          |
| ۲۰۱۳ | جمهوری چک | اولوموتس            | اولوموتس                  | زیر ۲۳ سال، جوانان          |
| ۲۰۱۴ | سوئیس     | نیون                | نیون                      | زیر ۲۳ سال، جوانان          |
| ۲۰۱۵ | استونی    | تارتو               | تارتو                     | زیر ۲۳ سال، جوانان          |
| ۲۰۱۶ | فرانسه    | پلوملک              | پلوملک                    | بزرگسال، زیر ۲۳ سال، جوانان |
| ۲۰۱۷ | دانمارک   | هرنینگ              | هرنینگ                    | بزرگسال، زیر ۲۳ سال، جوانان |
| ۲۰۱۸ | بریتانیا  | گلاسگو              | گلاسگو                    | بزرگسال، زیر ۲۳ سال، جوانان |